# Geoff Murphy
Geoffrey Peter Murphy (Wellington, 12 ottobre 1938 – Wellington, 3 dicembre 2018) è stato un regista neozelandese.

## Biografia
Dopo i primi lungometraggi, nel 1983 gira Il massacro dei Maori, presentato fuori concorso al Festival di Cannes. Vi si narra la storia di Te Wheke, una guida maori che si ribella alle truppe coloniali quando scopre che cosa esse hanno fatto al suo villaggio natìo.
La consacrazione arriva con La terra silenziosa (1985), cult visionario ambientato in uno scenario apocalittico (miglior regia al FantaFestival 1986). Il film si trasforma in un biglietto per Hollywood, dove prima si cimenta nella spy story Complotto al Cremlino (1989) con Tom Skerritt ed Helen Mirren e poi gira Young Guns II - La leggenda di Billy the Kid (1990), seguito del fortunato Young Guns - Giovani pistole (1988).
Si specializza così nel genere d'azione: gira, tra gli altri, il costoso Freejack (1992) con Mick Jagger, Trappola sulle montagne rocciose (1995), Non guardare indietro (1996) e La fortezza: segregati nello spazio (1999). Nel 2000 ritorna in patria ad affiancare il giovane connazionale Peter Jackson come direttore della seconda unità della trilogia de
Il Signore degli Anelli.
Nel 2004 realizza Spooked, girato in Nuova Zelanda.
Assieme all'amico e attore neozelandese Bruno Lawrence è fondatore della compagnia itinerante artistico musicale Blerta.
Muore il 3 dicembre 2018 all'età di 80 anni.

## Filmografia

### Cinema
- Tank Busters – cortometraggio (1970)
- Dagg Day Afternoon – cortometraggio (1977)
- Wild Man (1977)
- La banda Blondini (Goodbye Pork Pie) (1980)
- Il massacro dei Maori (Utu) (1983)
- La terra silenziosa (The Quiet Earth) (1985)
- Mai dire muori (Never Say Die) (1988)
- Young Guns II - La leggenda di Billy the Kid (Young Guns II) (1990)
- Freejack - In fuga nel futuro (Freejack) (1992)
- Trappola sulle Montagne Rocciose (Under Siege 2: Dark Territory) (1995)
- La fortezza: segregati nello spazio (Fortress 2) (2000)
- Corsa contro il tempo (Race Against Time) (2000)
- Blerta Revisited – documentario (2001)
- Spooked (2004)
- Tales of Mystery and Imagination (2009)

### Televisione
- Uenuku – film TV (1974)
- Percy the Policeman – serie TV, 5 episodi (1974)
- Blerta – serie TV, 6 episodi (1976)
- Complotto al Cremlino (Red King, White Knight) – film TV (1989)
- Oltre il ricatto (Blind Side) – film TV (1993)
- L'ultimo fuorilegge (The Last Outlaw) – film TV (1993)
- Non guardare indietro (Don't Look Back) – film TV (1996)
- I magnifici sette (The Magnificent Seven) – serie TV, 1 episodio (1998)
- Welcome to Paradise – serie TV (2007)